# Margrethe Vestager

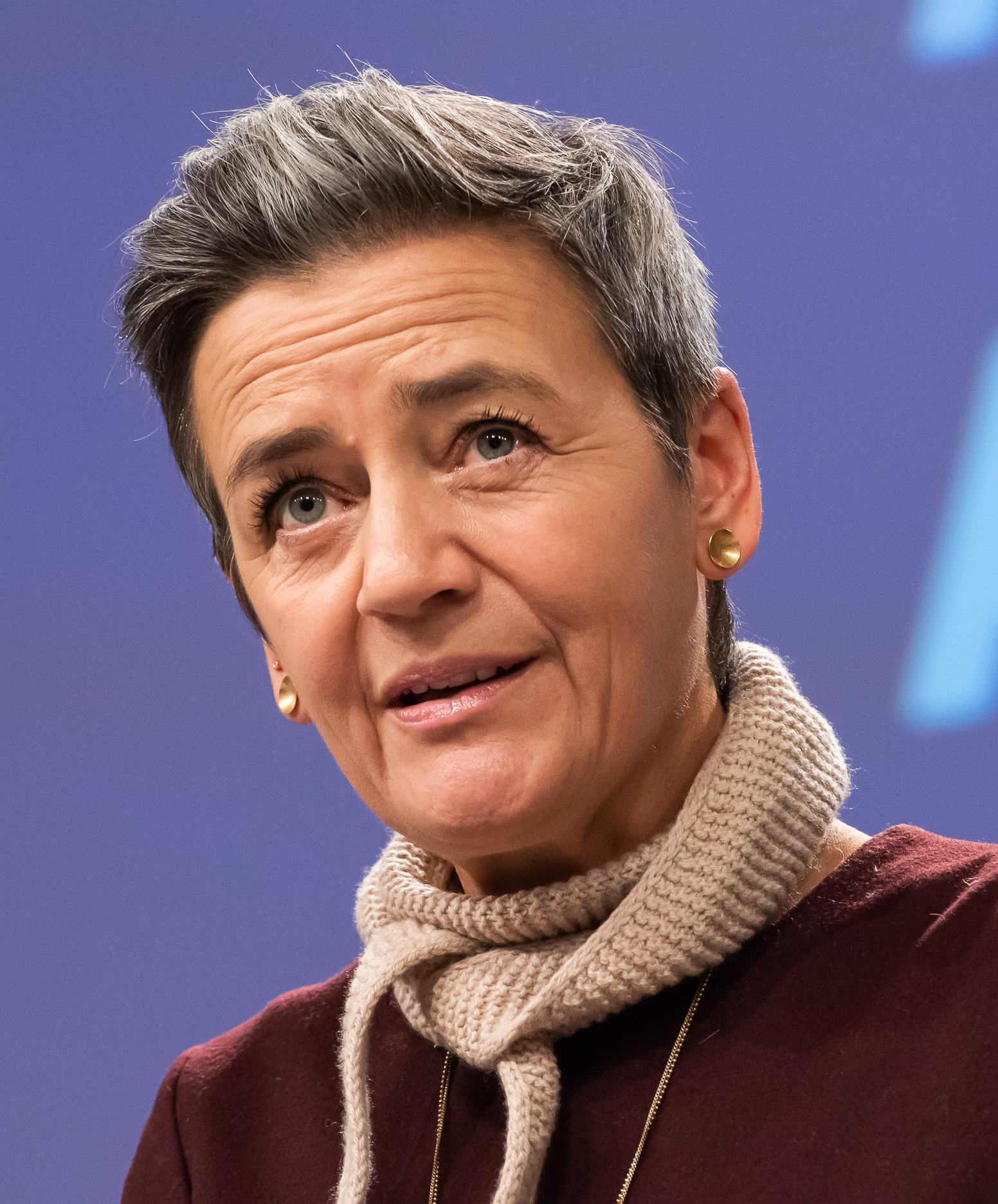
Margrethe Vestager (2022)

Margrethe Vestager [mɑˈg̊ʁeːɪ̯d̥ə ˈʋɛstʰeːɪ̯ɐ] (* 13. April 1968 in Glostrup) ist eine dänische Politikerin der linksliberalen Partei Radikale Venstre (RV). Von 2014 bis 2024 war sie EU-Kommissarin für Wettbewerb. Von 2019 bis 2024 war sie außerdem geschäftsführende Vizepräsidentin und Kommissarin für Digitales in der Kommission von der Leyen I.

## Leben
Margrethe Vestager wuchs in einem Pfarrhaus als ältestes von vier Kindern eines Pastoren-Ehepaares in Westjütland auf. Ihr Ururgroßvater war einer der Gründer der Partei Det Radikale Venstre; auch ihre Eltern engagierten sich dort. Ihre Eltern setzten sich für die Santal in Bangladesh ein. Sie ist in Ølgod aufgewachsen, und sie wollte in ihrer Jugend, inspiriert vom Bau der Großer-Belt-Querung, Ingenieurin werden. 1991 machte sie ein Praktikum am Europäischen Parlament. Sie studierte bis 1993 an der Universität Kopenhagen und erwarb dort einen Master of Science in Wirtschaftswissenschaften. Anschließend arbeitete sie von 1993 bis 1995 beim dänischen Finanzministerium und von 1995 bis 1997 als Sonderberaterin der Dänischen Staatlichen Finanzagentur.
Von 1993 bis 1997 war sie als Nachfolgerin von Marianne Jelved Parteivorsitzende der RV und damit vor allem für die interne Organisation der Partei zuständig. Vom 23. März 1998 bis zum 27. November 2001 war Vestager als Nachfolgerin von Ole Vig Jensen Bildungsministerin; bis 21. Dezember 2000 war sie auch für das Kirchenministerium zuständig. Sie war die erste dänische Ministerin, die während ihrer Amtszeit schwanger war. Zu einem öffentlichen Aufschrei kam es, als bekannt wurde, dass die Kirchenministerin ihre älteste Tochter Maria nicht hatte taufen lassen. Sie und ihr Mann hielten jedoch an ihrer Position fest, dass ihre Kinder später selbst entscheiden sollten, ob sie getauft werden möchten.
2007 übernahm Vestager die politische Führung der RV. Dabei hatte sie zunächst den Fraktionsvorsitz inne, bis sie nach der erfolgreichen Folketingswahl 2011 das Wirtschafts- und Innenministerium in den Kabinetten Thorning-Schmidt I und Thorning-Schmidt II führte. 2011 war sie Parteivorsitzende, Wirtschaftsministerin, Innenministerin und stellvertretende Regierungschefin. Sie setzte unter anderem eine harte Sozialreform durch, die auch Kürzungen der Bezüge von Langzeitarbeitslosen umfasste. 2017 wurde sie mit der Reinhold-Maier-Medaille, 2018 mit dem Schwarzkopf-Europa-Preis, 2020 mit dem Marion Dönhoff Preis und 2022 mit der LutherRose 2022 durch die Internationale Martin Luther Stiftung ausgezeichnet.
Anfang September 2023 wurde bekannt, dass sie sich vorübergehend aus der EU-Kommission zurückziehe, um für den Vorsitz der Europäischen Investitionsbank (EIB) zu kandidieren. Der 71-jährige Deutsche Werner Hoyer – Präsident und Verwaltungsratsvorsitzender – wolle zum Jahresende aufhören. Im Dezember 2023 zog sie ihre Kandidatur zurück.
Vestager ist mit Thomas Jensen verheiratet und hat drei Töchter.

## EU-Kommissarin für Wettbewerb

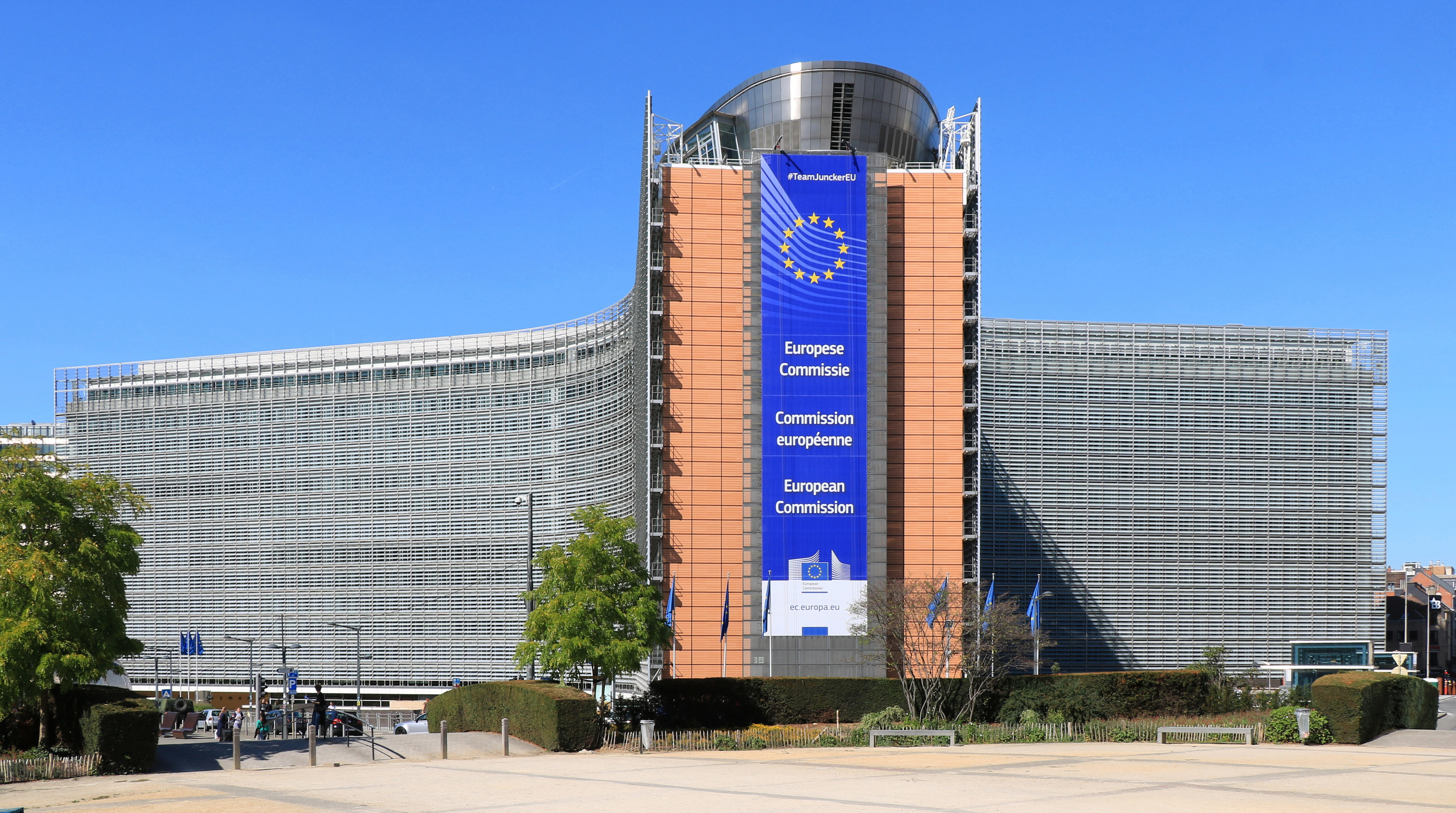
Hauptquartier der Europäischen Kommission in Brüssel (Berlaymont-Gebäude)

Helle Thorning-Schmidt schlug Vestager 2014 als dänische EU-Kommissarin in der Kommission Juncker vor. Deshalb zog sie sich am 2. September 2014 von ihren politischen Ämtern in Dänemark zurück. Am 10. September 2014 nominierte Jean-Claude Juncker Vestager offiziell als EU-Kommissarin für Wettbewerb; ihr ist die Generaldirektion Wettbewerb zugeordnet; seit November 2014 amtiert sie als Nachfolgerin von Joaquín Almunia.
Im Zusammenhang mit der Schaffung des Digitalen Binnenmarktes der EU lehnte Vestager den Vorstoß des EU-Kommissars für Digitale Wirtschaft, Günther Oettinger, ab, Fusionen von großen Telekommunikationskonzernen in Europa zu genehmigen, bevor ein gemeinsamer Digitalmarkt in der EU vorhanden sei. Vestager war der Meinung, dass aufgrund des geringeren Wettbewerbdrucks andernfalls deutlich höhere Kosten für die Verbraucher entstünden. Ebenfalls im November 2014 nahm die EU-Wettbewerbskommissarin Untersuchungen gegen mehrere Lkw-Hersteller in Europa auf, da es nach ihrer Auffassung zu schweren Verstößen gegen das Kartellrecht gekommen sei. Von den Untersuchungen waren unter anderem Daimler, Volvo und MAN betroffen.
Anfang 2015 sorgte Vestager dafür, dass die defizitäre in staatlichen Eigentum Zyperns befindliche Fluggesellschaft Cyprus Airways 65 Mio. € an staatlichen Beihilfen an Zypern zurückzahlen musste, da deren Auszahlung nicht den EU-Beihilfevorschriften entsprochen hatte. Die EU-Kommissarin fügte hinzu, dass Unternehmen ihre Wettbewerbsfähigkeit aus eigener Kraft herstellen müssten und sich nicht auf den Staat verlassen dürften. Cyprus Airways stellte daraufhin den Flugbetrieb ein. Cyprus Airways war bereits seit 2007 defizitär und hatte es bis dahin nicht geschafft, allein wettbewerbsfähig zu werden, obwohl Zypern im Vorfeld die Fluggesellschaft mit erheblichen finanziellen Mitteln unterstützt hatte.
Im April 2015 warf sie federführend mit der Europäischen Kommission Google Marktmissbrauch vor. Nach Ansicht von Vestager missbrauchte der US-Konzern seine vorherrschende Stellung unter den Suchmaschinen in Europa dazu, seinen Preisvergleichsdienst Google Shopping zu bevorzugen. Aus diesem Grund belegte sie Google im Juni 2017 mit einer Strafe von 2,42 Milliarden Euro. Darüber hinaus eröffnete Vestager ein Untersuchungsverfahren, in dem untersucht werden sollte, ob Google seine Position beim Einsatz des mobilen Betriebssystems Android missbraucht, zum Beispiel gegenüber Herstellern von Tablets und Smartphones. Im Juli 2018 entschied sie in diesem Zusammenhang, dass Google eine neue Rekordstrafe in Höhe von 4,3 Milliarden Euro an die EU-Kommission zu zahlen habe. Das Magazin TIME nannte sie „Googles schlimmsten Alptraum“.
Im Mai 2015 kritisierte sie in einem Interview den russischen Energiekonzern Gazprom, da er seine Marktmacht in östlichen EU-Staaten missbraucht habe und in Polen und Bulgarien Gaslieferung von der Nutzung seiner eigenen Pipelines abhängig gemacht habe, was für die betroffenen Staaten zu erheblichen Mehrkosten geführt habe.
Im Oktober 2015 äußerte sie sich zufrieden über eine Einigung zwischen der EU-Kommission und den Eigentümern der HSH Nordbank (den Bundesländern Hamburg und Schleswig-Holstein), für die Bank entweder einen Käufer zu finden oder sie abzuwickeln.
Ende Januar 2019 belegte Vestager das US-amerikanische Unternehmen Mastercard mit einer Geldstrafe in Höhe von 570 Millionen Euro. Mastercard soll über Jahre hinweg zu teure Gebühren für Kreditkartenabbuchungen verlangt haben und so gegen das Europäische Kartellrecht verstoßen haben.
Von 2014 bis Mai 2019 verhängte Vestager mehr als 15 Mrd. Euro an Kartellstrafen verhängt, fast doppelt so viele wie während der Amtszeit ihres Vorgängers verhängt wurden.
Nach dem Rücktritt von EU-Kommissarin Marija Gabriel übernahm Vestager von Mai bis September 2023 vorübergehend gemeinsam mit Margaritis Schinas deren Ressorts.
Im Juli 2023 sorgt die Ernennung der US-Amerikanerin Fiona Scott Morton zur Chefökonomin der Generaldirektion Wettbewerb mit Unterstützung von Margrethe Vestager für Empörung im Europäischen Parlament sowie in Frankreich: Die Vorsitzenden von vier Fraktionen sowie drei französische Minister kritisieren diese Wahl. Scott Morton verzichtete daraufhin auf den Posten.
Vestager amtierte bis zum 30. November 2024.

### Verfahren gegen wettbewerbswidrige Steuerpraktiken
Als EU-Wettbewerbskommissarin engagierte sich Vestager gegen Steuerpraktiken bestimmter Mitgliedstaaten. In Steuervorbescheiden sollen sie Unternehmen zugesichert haben, deren Steuer technisch so zu bestimmen, dass im Ergebnis jedenfalls innerhalb der EU und des EWR eine geringere Steuerschuld anfiel als nach Auffassung der Europäischen Kommission hätte anfallen müssen. In den Verfahren der Europäischen Kommission gegen die Mitgliedstaaten sieht sie diese Praktiken als rechtswidrige Beihilfen im Sinne von Art. 107 AEUV an. Das europäische Beihilfeverbot soll Wettbewerbsverzerrungen im Binnenmarkt verhindern.
Im November 2014 leitete Vestager Ermittlungen gegen Großbritannien, Belgien, Malta und Zypern ein, da die EU-Kommission unerlaubte Steuerdeals zwischen den Staaten und einzelnen Unternehmen befürchtete. Die Verfahren gegen Irland, die Niederlande und Luxemburg wurden weitergeführt, von Luxemburg wurden weitere Informationen zu den Deals mit Amazon und FCA angefordert. Nachdem sich Luxemburg geweigert hatte, weitere Informationen preiszugeben, kündigte Vestager an, diese notfalls vor dem Europäischen Gerichtshof einzuklagen. Von Ermittlungen sind unter anderem auch Apple in Irland und Starbucks in den Niederlanden betroffen.
Apple-Chef Tim Cook sagte zu den Vorwürfen, dass es „keine spezielle Vereinbarung mit der irischen Regierung“ gäbe. Der irische Finanzminister Michael Noonan versprach, Vestagers Urteil zu akzeptieren. Am 30. August 2016 erklärte Margrethe Vestager für die EU-Kommission, dass die irische Regierung gegen die Regeln des Binnenmarktes verstoßen habe, indem sie einer einzelnen Firma selektiv Steuervorteile über viele Jahre eingeräumt habe. Die effektive Steuer habe für Apple in Europa im Jahr 2003 bei 1 % der Gewinne gelegen und sei bis 2014 sogar auf 0,005 % (50 € Steuern pro Million € Unternehmensgewinn) abgesunken. Irland müsse nun die entgangenen Steuern in Höhe von 13 Milliarden US-Dollar plus Zinsen von Apple zurückfordern. Die Entscheidung wurde 2020 vom EU-Gericht annulliert, eine endgültige Entscheidung durch den Europäischen Gerichtshof steht allerdings noch aus.
Zu jeweils 30 Mio. Euro Steuernachzahlung hat sie die beiden Konzerne Fiat-Chrysler und Starbucks verklagt, die in Luxemburg bzw. den Niederlanden illegale Steuervorteile erhalten haben.
Im Dezember 2015 wurde ein weiteres Verfahren gegen den US-Konzern McDonald’s eröffnet, da dieser über die Tochtergesellschaft McDonald’s Europe Franchising in Luxemburg keine Steuern gezahlt haben soll, obwohl allein 2013 ein Gewinn von 250 Mio. Euro erwirtschaftet wurde. Zwischen 2009 und 2013 soll McDonalds – so die Gewerkschaft – über 1 Milliarde Euro Steuern in der EU hinterzogen haben.
Im Januar 2016 schloss Vestager das Verfahren gegen Belgien ab. Die belgische Regierung wurde dazu verpflichtet, von 35 Unternehmen insgesamt 700 Mio. Euro an Steuernachlässen zurückzufordern. In Belgien konnten diese Unternehmen tatsächlich erzielte Gewinne mit einem geschätzten Durchschnittsgewinn vergleichen. Die Differenz aus den beiden Werten konnte als sogenannter Gewinnüberschuss abgesetzt werden und so die Körperschaftsteuer um 50–90 % reduziert werden. Unter den betroffenen Konzernen befinden sich auch British American Tobacco und Inbev.

## EU-Kommissionen
- Kommission Juncker (2014 bis 2019; Kommissarin für Wettbewerb)
- Kommission von der Leyen I (2019 bis 2024; geschäftsführende Vizepräsidentin und Kommissarin für Wettbewerb und Digitales)

## Trivia
Vestager hatte in der 5. Folge der 3. Staffel der Fernsehserie Parlament einen kurzen Auftritt, in dem sie sich selbst spielte.